# تشو غويتينغ
ولد تشو جوي تينغ في (26 يوليو 1892 وتوفي في 16 فبراير 1977) هو معلم فنون قتالية داخلية (أسلوب شينغ يي كوان-و باغوازانغ-و تاي تشي شوان أسلوب يانغ) تعلم تشو الفنون القتالية من عدة معلمين وهم لي تشونيي،يانغ تشنغفو، جيانغ يوهي، يو بينج زونج، تشين ديلو.

## تعلمه للفنون القتالية
في عام 1912 بدأ تشو في دراسة أسلوب شينغ يي كوان و أسلوب باغوازانغ عند المعلم لي كونيي. في سن العشرين غادر تشو مسقط رأسه وسافر للعديد من المناطق بالصين،زار بكين وتيانجين، و لياونينغ في الشمال، ووهان، وتشانغشا، ونانتشانغ في جنوب الصين.